# Edinho Duarte
Jorge Evaldo Edinho Duarte Pinheiro, mais conhecido como Edinho Duarte  (Macapá, 15 de novembro de 1960) é um advogado, jornalista e político brasileiro, filiado ao Solidariedade. Foi deputado estadual entre 2000 e 2014.

## Carreira política
Sua vida pública teve início em 1985 quando foi nomeado prefeito de Santana pelo governador do Amapá
Annibal Barcellos, quando o estado ainda era território federal.
A seguir, foi candidato a deputado estadual em 1998, ficando como suplente. Em maio de 2000, com a nomeação de Amiraldo Favacho para o TCE, Edinho assume a vaga do parlamentar. Em seguida, foi reeleito deputado estadual em 2002, 2006 e 2010. Porém, em 2014, não consegue renovar o mandato, após obter 4.747 votos (1,27%), ficando com a primeira suplência da coligação.
Foi preso em 2016 na Operação Eclésia, que apura desvios de verba e improbidade administrativa na Assembleia Legislativa do Amapá, juntamente com o ex-deputado Moisés Souza (PSC).
Antes, Duarte já havia sido afastado do mandato em 2012, assim como Souza. Foi solto em 2021, após um habeas corpus concedido pelo ministro do STJ Humberto Eustáquio Soares Martins. Em março de 2022, o ministro do STF Nunes Marques determina, por liminar, a anulação da pena do ex-deputado na Eclésia, recuperando, assim, os direitos políticos do ex-deputado. Ainda no mesmo ano, concorre ao cargo de deputado estadual pelo Solidariedade, porém, tendo a candidatura indeferida com recurso.
É casado com Cleuma Duarte, eleita vereadora de Macapá em 2004, mas que teve o mandato cassado por compra de votos, e pai do também vereador Diego Duarte.